# Jan Giergielewicz
Jan Giergielewicz (ur. 20 czerwca 1898 w Kowalu, zm. 7 listopada 1953 w Warszawie) – polski doktor, archiwista, kapitan administracji (saperów) Wojska Polskiego II RP. Po wojnie został awansowany na majora (1945). 

## Życiorys
Urodził się w rodzinie Józefa (szewca), i Marii z Tobolczyków. Nauki pobierał w Gostyninie, potem we Lwowie, gdzie zdał maturę. Od 1918 w Wojsku Polskim. Organizował 6 pluton. W 1919 r. był instruktorem jazdy w Szkole Podchorążych Kawalerii w Starej Wsi. W latach 1918–1920 dowodził plutonem. W 1924 pełnił służbę w Departamencie V Inżynierii i Saperów Ministerstwa Spraw Wojskowych. Mieszkał do 1939 w Warszawie. Służąc w MSWojsk. pozostawał oficerem nadetatowym 5 pułku saperów. Następnie pełnił służbę w Archiwum Wojskowym, które od połowy 1927 pozostawało w strukturze organizacyjnej Wojskowego Biura Historycznego, a te z kolei w strukturze Generalnego Inspektoratu Sił Zbrojnych. Był wykładowcą historii wojskowości i autorem biografii w Polskim Słowniku Biograficznym. W marcu 1939 zajmował stanowisko kierownika działu w Archiwum Wojskowym.
5 września 1939 razem z kpt. Wiktorem Brummerem ewakuował tajne akta GISZ z Warszawy do Brześcia (autobusami) i dalej koleją do Rumunii przez Sarny-Równe-Dubno-Złoczów. W miejscowości Băile Herculane został internowany.
26 września 1939 w Tulczy wziął udział w wydaniu pierwszego numeru Wiarusa na obczyźnie i innych pism. Był tłumaczem miejscowej prasy i wykładał historię i literaturę w obozach internowania w Rumunii. 4 marca 1940 został referentem w Referacie Archiwalnym odtworzonego we Francji Wojskowego Biura Historycznego.
Po wojnie wrócił do kraju w 1947 i był w Warszawie kolejno wizytatorem w Zarządzie Głównym Towarzystwa Uniwersytetu Robotniczego, pracownikiem naukowym Centralnego Ośrodka Oświaty Dorosłych, wreszcie wykładowcą i wicedyrektorem Państwowej Podstawowej Szkoły Choreograficznej. Zmarł 7 listopada 1953 w Warszawie, pochowany został na cmentarzu Powązkowskim w Warszawie (kwatera 93-2-12).

## Publikacje
Był encyklopedystą. Został wymieniony w gronie edytorów ośmiotomowej Encyklopedii wojskowej wydanej w latach 1931–1939 gdzie zredagował hasła związane z historią wojskowości i inżynierią wojskową. Był pionierem badań nad dziejami fortyfikacji i inżynierii wojskowej w polskiej historiografii oraz autorem licznych prac historyczno wojskowych z tej dziedziny:
- Organizacja wojsk technicznych w powstaniu kościuszkowskim,Warszawa 1930
- Wyszkolenie korpusów inżynierów i wojskowa literatura techniczna w epoce Stanisława Augusta Warszawa: [s.n.], 1929 Warszawa 1939
- Wybitni polscy inżynierowie wojskowi: (sylwetki biograficzne), Warszawa 1939
- Zarys historii korpusów inżynierów w epoce Stanisława Augusta, Warszawa 1933
- Źródła do dziejów powstania styczniowego w Archiwum Wojskowym, Warszawa 1938

## Stopnie wojskowe
- porucznik – 3 maja 1922 zweryfikowany ze starszeństwem z dniem 1 czerwca 1919 w korpusie oficerów inżynierii i saperów
- kapitan – 12 kwietnia 1927 ze starszeństwem z dniem 1 stycznia 1927 i 8 lokatą w korpusie oficerów inżynierii i saperów (w marcu 1939, w tym samym stopniu i starszeństwie, zajmował 27. lokatę w korpusie oficerów administracji, grupa administracyjna[5])
- major – 1945

## Ordery i odznaczenia
- Medal Niepodległości (23 grudnia 1933)[6]
- Srebrny Krzyż Zasługi (19 marca 1931)[7]
- Medal Pamiątkowy za Wojnę 1918–1921
- Medal Dziesięciolecia Odzyskanej Niepodległości